# Гродненский переулок (Санкт-Петербург)
Гро́дненский переу́лок — переулок в Центральном районе Санкт-Петербурга. Проходит от дома 21 по улице Рылеева до улицы Радищева.

## История
Первоначально, с 1778 года по начало XIX века, назывался Третья рота Преображенского полку, так как в 1738—1739 годах определялись места под квартирование в Петербурге Преображенского полка, и третья рота получила места вдоль современного Гродненского переулка. Второе название — Кузнечный переулок — просуществовало с 1798 по 1830 год. В настоящее время Кузнечным называется переулок, идущий от Лиговского проспекта до Владимирской площади.
С 1821 года переулок назывался Глухим (из-за того, что переулок начинался из тупика). Название также менялось для отличия его от других Глухих переулков (нынешних Пирогова, Калинкина, Батайского): Четвёртый Глухой (1836—1846) и Глухой Спасский (1849—1857). Последнее название было дано по располагающемуся неподалёку Спасо-Преображенскому собору на Преображенской площади, который был полковым храмом того же Преображенского полка.
Нынешнее название переулок получил 7 марта 1858 года по названию белорусского города Гродно в ряду переулков в этом районе, названных по губернским городам западной части России (Ковенский, Митавский и другим). Кроме того, при выборе названия во внимание было принято, что город Гродно в то время поставлял продовольствие для воинских частей, расквартированных в Литейной части Санкт-Петербурга.

## Достопримечательности
- Дом 1 (Саперный пер., 10)  7831776000 — доходный дом Мельникова (Н. А. Тиран). Выходящий на Саперный переулок двухэтажный дом с двумя дворовыми корпусами в классическом стиле был построен в 1838 году по проекту А. П. Гемилиана. В 1900—1901 годах дом перестроен по проекту А. Н. Веретенникова в стиле эклектики, прежняя постройка была надстроена, а на Гродненский переулок были выведены два корпуса с парадным двором и оградой с воротами на входе в него. В этом доме жили Н. А. Бердяев, А. В. Карташёв, А. М. Ремизов, Л. И. Каннегисер. Квартиру последнего посещали М. И. Цветаева, С. А. Есенин, О. э. Мандельштам и другие.
- Дом 2 (Рылеева ул., 21)  7831767000 — доходный дом В. И. Денисова. Построен в 1909—1010 годах по проекту В. В. Шауба в стиле модерн.
- Дом 4  7831768000 — особняк Н. Н. Ермолинского, построенный в 1898 году архитектором Н. А. Архангельским. В 1908 году здание было продано В. И. Денисову, а в 1915 году его владельцем значился Александр Михайлович Александров[1]. После революции 1917 года здесь располагались детский дом, группы продлённого дня школы № 201, детская художественная школа № 13. В 1971—1972 годах была проведена реставрация, после чего особняк стал официальной резиденцией генерального консула США Томаса М. Лири[2].
- Дом 8—10 — средняя школа № 193, построенная в 1955—1958 годах архитектором А. И. Вехвиляйнен[3].
- Дом 9  781620565080005 — Особняк И. К. Мясникова.